# Китайська система мір

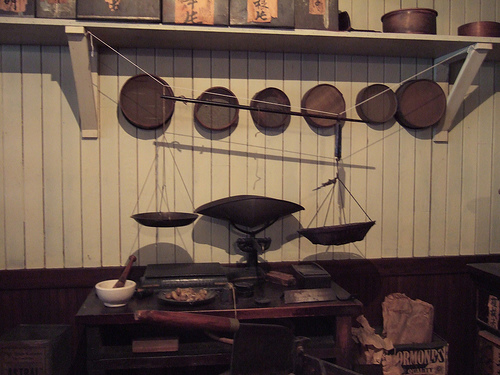
Старовинні китайські ваги

Шичжи (кит. спр. 市 制, піньїнь: shìzhì — «ринкова система») — система мір, що вживалася у Китаї до кінця XX століття. В КНР одиниці вимірювання було стандартизовано для відповідності  Міжнародній системі одиниць (SI), а стара система одиниць мала в основі число 16. В Гонконзі англійську систему мір використовували разом з гонконгською, а з 1976 року до вживаних одиниць додалися метричні. Тайванську систему одиниць використовували під японським і голландським пануванням, в ній багато однойменних одиниць мали різні значення. На кінець XX століття Тайвань повністю перейшов на метричні одиниці. Старі китайські одиниці вимірювання продовжують обмежено використовувати у повсякденному житті.

## Історія
Згідно Лі цзи, перші одиниці вимірювання створив легендарний імператор Хуан-ді. Словники Сяо ер'я і Кунцзи цзяюй стверджують, що одиниці довжини походять від довжини частин тіла. Згідно Ші цзи, ці засновані на довжині частин тіла одиниці мали неоднозначну протяжність, і імператор Юй Великий, інша легендарна персона, їх уніфікував.  Лінійки з десятеричними мітками знаходять в могилах  династії Шан.
В династію Чжоу влада регіонів стала посилюватися, і там стали використовувати власні одиниці вимірювання. Після закінчення  Періоду Воюючих царств Цинь Шихуанді об'єднав Китай і стандартизував одиниці. Ці одиниці зафіксовано у Ханьшу.
Дослідження астрономічних інструментів показало зміни у довжині «чі» протягом століть (по нанесених мітках). Династія Мін реорганізувала одиниці і привела їх до десяткової основи. 1929 року уряд  Китаю прийняв метричну систему.
У 1976 році Управління метрології Гонконгу організувало поступовий перехід на систему SI.

## Стародавні китайські одиниці

### Довжина
Традиційні одиниці довжини — чі (尺), бу (步), лі (里). Довжина цих одиниць змінювалася з часом. 1 бу дорівнював то 5, то 6 чі, а 1 лі — від 300 до 360 бу.
| династія     | чі            | бу            | бу     | лі            | лі            |
| династія     | чі            | = 5 чі        | = 6 чі | = 300 бу      | = 360 бу      |
| ------------ | ------------- | ------------- | ------ | ------------- | ------------- |
| Шан          | 0,1675        |               | 1,0050 | 301,50        |               |
| Шан          | 0,1690        |               | 1,0140 | 304,20        |               |
| Чжоу         | 0,1990        |               | 1,1940 | 358,20        |               |
| Східна Чжоу  | 0,2200        |               | 1,3200 | 396,00        |               |
| Східна Чжоу  | 0,2270        |               | 1,3620 | 408,60        |               |
| Східна Чжоу  | 0,2310        |               | 1,3860 | 415,80        |               |
| Цинь         | 0,2260        |               | 1,3560 | 406,80        |               |
| Хань         | 0,2310        |               | 1,3860 | 415,80        |               |
| 600 н. е.    | 0,2550        |               | 1,5300 | 459,00        |               |
| Тан          | 0,2465        | 1,2325        |        | 369,75        | 443,70        |
| Тан          | 0,2955        | 1,4775        |        | 443,25        | 531,90        |
| Сун          | 0,2700        | 1,3500        |        | 405,00        | 486,00        |
| Північна Сун | 0,3080        | 1,5400        |        | 462,00        | 554,40        |
| Мін          | 0,3008—0,3190 | 1,5040—1,5950 |        | 451,20—478,50 | 541,44—574,20 |
| Цін          | 0,3080—0,3352 | 1,5400—1,6760 |        | 462,00—503,89 | 554,40—603,46 |

## Сучасні одиниці вимірювання
Приблизні значення вказано зі знаком ~.

### Довжина
| Одиниця     | Ханьцзи | Відносна величина | Метричне значення | Значення у брит. одиницях | Примітки                             |
| ----------- | ------- | ----------------- | ----------------- | ------------------------- | ------------------------------------ |
| hū, ху      | 忽      | 1/1 000 000       | ⅓ мкм             |                           |                                      |
| sī, си      | 丝      | 1/100 000         | 3⅓ мкм            |                           |                                      |
| háo, хао    | 毫      | 1/10 000          | 33⅓ мкм           |                           |                                      |
| lí, лі      | 市厘    | 1/1000            | ⅓ мм              |                           |                                      |
| fēn, фень   | 市分    | 1/100             | 3⅓ мм             | ~0,1312 дюйма             |                                      |
| cùn, цунь   | 市寸    | 1/10              | 3⅓ см             | ~1,312 дюйма              |                                      |
| chǐ, чі     | 市尺    | 1                 | 33⅓ см            | ~1,094 фута               | китайський фут                       |
| bù, бу      | 步      | 5                 | 1⅔ м              | ~1,823 ярда               | китайський пасс (шаг)                |
| zhàng, чжан | 市丈    | 10                | 3⅓ м              | ~3,645 ярда               |                                      |
| yǐn, інь    | 引      | 100               | 33⅓ м             | ~36,45 ярда               |                                      |
| lǐ, лі      | 市里    | 1500              | 500 м             | ~546,8 ярда               | Це «лі» відрізняється від «лі» (厘). |

#### Гонконгські одиниці
| Одиниця   | Ханьцзи | Відносна величина | Метричне значення | Значення у брит. одиницях | Примітки                                  |
| --------- | ------- | ----------------- | ----------------- | ------------------------- | ----------------------------------------- |
| fen, фень | 分      | 1/100             | ~3,715 мм         | ~0,1463 дюйма             |                                           |
| cun, цунь | 寸      | 1/10              | ~3,715 см         | ~1,463 дюйма              |                                           |
| chi чі    | 尺      | 1                 | ~37,15 см         | ~1,219 фута               | Гонконгський фут — дорівнює0,371475 метра |

### Площа
| Одиниця   | Ханьцзи  | Відносна величина | Метричне значення | Значення у брит. одиницях     | Примітки          |
| --------- | -------- | ----------------- | ----------------- | ----------------------------- | ----------------- |
| lí, лі    | 市厘     | 1                 | 6⅔ м²             | ~7,973 кв. ярда               |                   |
| fēn, фень | 市分     | 10                | 66⅔ м²            | ~79,73 кв. ярда               | 10 лі             |
| mǔ, му    | 市亩, 畝 | 100               | 666⅔ м²           | ~797,3 кв. ярда, ~0,1647 акра | 10 фень, 60 чжан² |
| shí, ші   | (市)石   | 1000              | 6666⅔ м²          | ~1,647 акра                   | 10 му             |
| qǐng, цін | 市顷     | 10 000            | 6⅔ га             | ~16,47 акра                   | 10 ші, 100 му     |

| Одиниця               | Ханьцзы | Відносна величина | Метричне значення | Значення у брит. одиницях         | Примітки  |
| --------------------- | ------- | ----------------- | ----------------- | --------------------------------- | --------- |
| fāng cùn, фан цунь    | 方寸    | 1/100             | 11 1⁄9 см²        | ~1,722 кв. дюйма                  | 100 фень² |
| fāng chǐ, фан чі      | 方尺    | 1                 | 1⁄9 м²            | ~172,2 кв. дюйма, ~1,196 кв. фута | 100 цунь² |
| fāng zhang, фан чжуан | 方丈    | 100               | 11 1⁄9 м²         | ~119,6 кв. фута, ~13,29 кв. ярда  | 100 чі²   |

### Об'єм
Ці одиниці використовували для вимірювання кількості зерна.
| Одиниця    | Ханьцзи | Відносна величина | Метричне значення | Значення у брит. одиницях   | Примітки              |
| ---------- | ------- | ----------------- | ----------------- | --------------------------- | --------------------- |
| cuō, цо    | 撮      | 1/1000            | 1 мл              |                             |                       |
| sháo, шао  | 勺      | 1/100             | 10 мл             |                             | ~0,6102 кв. дюйма     |
| gě, ге     | 合      | 1/10              | 100 мл            | ~0,1816 пінти               | ~6,102 кв. дюйма      |
| shēng, шен | 市升    | 1                 | 1 л               | ~1,816 пінти                | ~61,02 кв. дюйма      |
| dǒu, доу   | 市斗    | 10                | 10 л              | ~18,16 пінти, ~2,27 галонів | ~610,2 цу, ~0,3531 цу |
| dàn, дань  | 市石    | 100               | 100 л             | ~22,7 галона                | ~3,531 кв. фута       |

### Маса
У тому числі золота і срібла.
| Одиниця    | Ханьцзи   | Відносна величина | Метричне значення | Значення у брит. одиницях | Примечания                                          |
| ---------- | --------- | ----------------- | ----------------- | ------------------------- | --------------------------------------------------- |
| hū, ху     | 忽        | 1/10 000 000      | 50 мкг            |                           |                                                     |
| sī, си     | 絲        | 1/1 000 000       | 500 мкг           |                           |                                                     |
| háo, хао   | 毫        | 1/100 000         | 5 мг              |                           |                                                     |
| lí, лі     | 市厘      | 1/10 000          | 50 мг             |                           |                                                     |
| fēn, фень  | 市分      | 1/1000            | 500 мг            | ~0,2822 драхми            |                                                     |
| qián, цянь | 市钱      | 1/100             | 5 г               | ~2,822 драхми             |                                                     |
| liǎng, лян | 市两      | 1/10              | 50 г              | ~1,764 унції              |                                                     |
| jīn, цзінь | 市斤      | 1                 | 500 г             | ~1,102 фунтів             | Кетті, китайський фунт. 16 лян = 1 цзінь = 604,79 г |
| dàn, дань  | 市担 / 擔 | 100               | 50 кг             | ~110,2 фунта              |                                                     |

#### Гонконгські одиниці маси
| Одиниця | Ханьцзи           | Відносна величина | Метричне значення | Значення у брит. одиницях | Примітки              |
| ------- | ----------------- | ----------------- | ----------------- | ------------------------- | --------------------- |
| фань    | 分 (fan1, фань)   | 1/1600            | ~378 мг           | ~0,2133 драхми            |                       |
| цянь    | 錢 (cin4, чхінь)  | 1/160             | ~3,78 г           | ~2,133 драхми             |                       |
| лян     | 両 (loeng2, льон) | 1/16              | ~37,8 г           | ~1,333 унції              | точно 37,799 363 75 г |
| кетті   | 斤 (gan1, кан)    | 1                 | ~604,8 г          | ~1,333 фунта              | точно 0,604 789 82 кг |
| дань    | 担 (daam3, там)   | 100               | ~60,48 кг         | ~133,3 фунта              |                       |

#### Гонконгські золоті міри ваги
Використовують для вимірювання кількості дорогоцінних металів.
| Одиниця     | Ханьцзи | Відносна величина | Метричне значення | Значення у брит. одиницях | Примітки            |
| ----------- | ------- | ----------------- | ----------------- | ------------------------- | ------------------- |
| камханфань  | 金衡分  | 1/100             | ~374,3 мг         | ~0,2112 драхми            |                     |
| камханчхінь | 金衡錢  | 1/10              | ~3,743 г          | ~2,112 драхми             |                     |
| камханльон  | 金衡両  | 1                 | ~37,43 г          | ~1,32 унції               | точно 37,429 грамів |

### Час
| Одиниця               | Ханьцзи | Відносна величина | Метричне значення | Примітка |
| --------------------- | ------- | ----------------- | ----------------- | --- |
| miǎo, мяо             | 秒      |                   | 1 секунда         | |
| старый фень           | 分      | 1/60 ке           | 15 секунд         | не використовують |
| fēn, фень             | 分      |                   | 1 хвилина         | |
| zi, цзи               | 字      |                   | 5 хвилин          | використовують у діалогах |
| kè, ке                | 刻      | 60 старих фень    | 15 хвилин         | Протягом історії Китаю дорівнював 1/96, 1/100, 1/108, 1/120 дня. Наприкінці XX століття використовували у значенні 1/96 дня. |
| xiǎoshí, сяоші        | 小时    | 4 ке              | 1 година          | |
| shíchén, шічень       | 时辰    | 8 ке              | 2 години          | використовують тільки в релігійних церемоніях                                                                                |
| shí, ші               | 时      | 10 ке             | 2,5 години        | використовують тільки в релігійних церемоніях                                                                                |
| rì, жі або tiān, тянь | 日, 天  | 12 шічень         | 24 години         | |

До 1645 року (до династії Цін) міри були іншими:
1 жі= 12 шічень = 10 ші = 100 ке;
1 шічень= 8 1/3 ке = 8 ке 20 фень.

#### Ресурси Інтернету
- Chinese Measurement Converter [Архівовано 9 Серпня 2018 у Wayback Machine.] — Online Chinese / Metric / Imperial Converter
- Hong Kong government definitions for Chinese units [Архівовано 3 Березня 2016 у Wayback Machine.]
- Chinese/Metric/Imperial Measurement Converter [Архівовано 24 Серпня 2018 у Wayback Machine.]